# Amphiophiura coronata
Amphiophiura coronata is een slangster uit de familie Ophiuridae.
De wetenschappelijke naam van de soort werd in 1914 gepubliceerd door René Koehler.